# Apelle (nome)
Apelle  è un nome proprio di persona italiano maschile.

## Varianti in altre lingue
- Basco: Apel[5]
- Catalano: Apel·les[5]
- Croato: Apel
- Francese: Apelle
- Greco antico: Ἀπελλῆς (Apelles)
- Greco moderno: Απελλής (Apellīs)
- Latino: Apelles[1]
- Portoghese: Apeles
- Russo: Апеллес (Apelles)
- Spagnolo: Apeles[5]
- Ungherese: Apellész

## Origine e diffusione
Si tratta di un nome di tradizione classica, portato da uno dei principali pittori dell'antica Grecia, Apelle, e presente anche nella Bibbia, nella lettera ai Romani (16:10), dove san Paolo cita un cristiano così chiamato. Va però detto che il nome, in italiano moderno, è conosciuto soprattutto grazie a una nota filastrocca, secondo la quale Apelle, figlio di Apollo, fece una palla di pelle di pollo.
Dal punto di vista etimologico, il nome va ricondotto al termine greco απελλω (apello), variante di ἀπειλέω (apeileo, "scacciare"), a sua volta da ἀπειλή (apeile, "minaccia"), con il significato di "allontanante" o di "allontanamento". Altre fonti ipotizzano invece una connessione con Ἀπέλλα (Apella, "adunanza del popolo"), con il possibile significato di "popolare", "famoso" oppure "consigliere del popolo".

## Onomastico
L'onomastico si può festeggiare il 22 aprile in memoria di sant'Apelle, citato nella Bibbia, considerato primo vescovo di Smirne e martire; alcuni martirologi riportano un secondo sant'Apelle in data 31 ottobre, che sarebbe stato uno dei settanta discepoli, vescovo di Eraclea Sintica e martire, ma è plausibile che si tratti della stessa figura.

## Persone
- Apelle, pittore greco antico

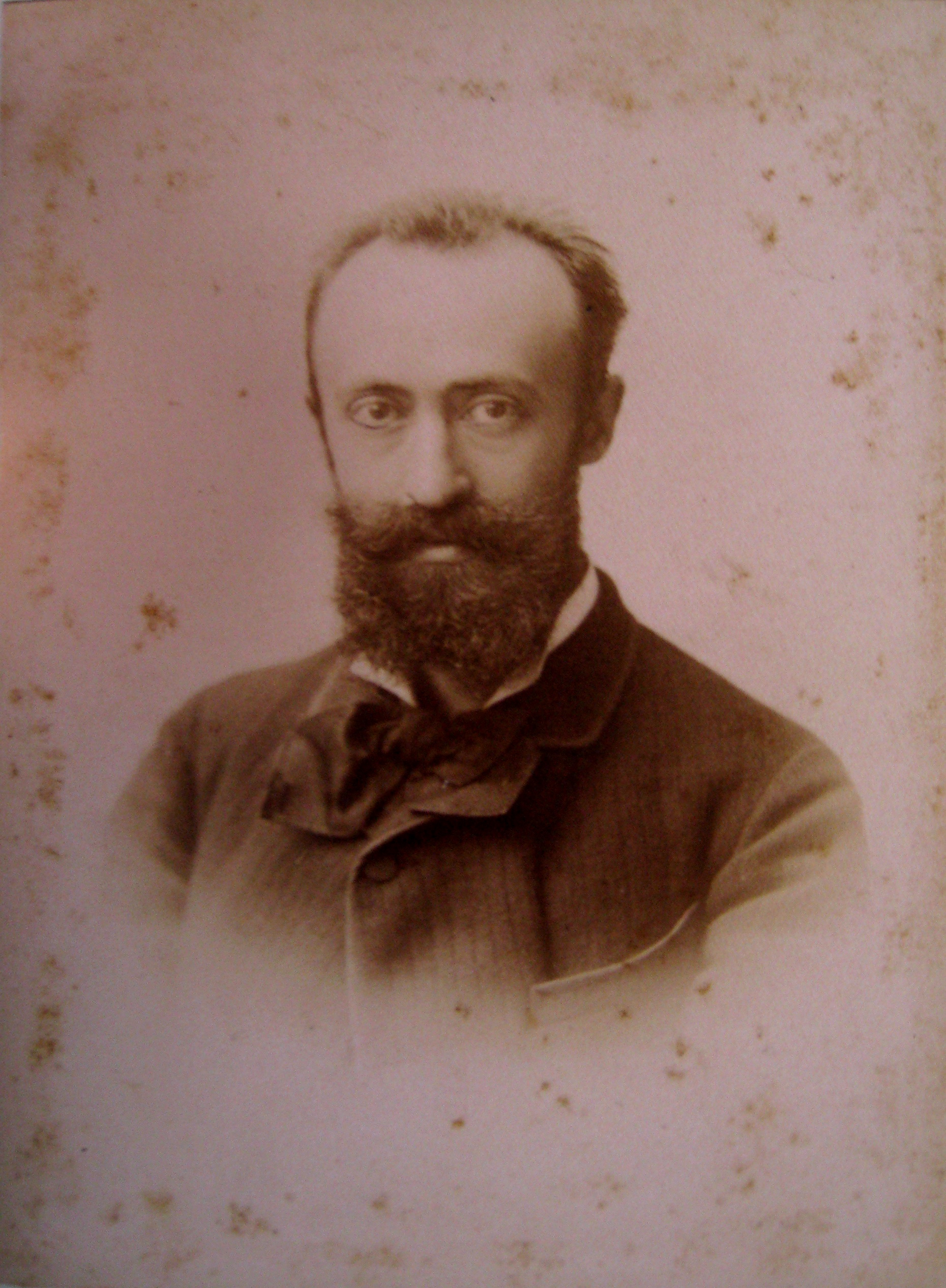
Apel·les Mestres

- Apelle, filosofo gnostico greco antico
- Apelle, vescovo e santo romano

### Varianti
- Apel·les Mestres, illustratore, scrittore e musicista spagnolo